# John Michels
John Spiegel Michels (La Jolla, 19 marzo 1973) è un ex giocatore di football americano statunitense che ha militato nel ruolo di offensive tackle nella National Football League (NFL).

## Biografia
Dopo avere giocato al college a football a USC, Michels fu scelto come 27º assoluto nel Draft NFL 1996 dai Green Bay Packers. Quando l'allora titolare Ken Ruettgers si infortunò al ginocchio, Michels prese il suo posto come tackle sinistro. Disputò come titolare nove gare della sua stagione da rookie, andando a vincere coi Packers il Super Bowl XXXI.
Nel 1997 iniziò le prime cinque gare come titolare, prima di infortunarsi al ginocchio contro i Detroit Lions, perdendo tutto il resto della stagione e venendo sostituito dalla scelta del primo giro del quell'anno, Ross Verba. Dopo un training camp positivo nel 1998, si infortunò ancora al ginocchio destro, passando tutta la stagione in lista infortunati. Non ancora ripresosi completamente, faticò nel training camp 1999, venendo scambiato coi Philadelphia Eagles per il defensive end Jon Harris. Michels passò solo un paio di settimane a Philadelphia, prima che il suo infortunio al ginocchio lo costringesse a chiudere la carriera.

## Palmarès

### Franchigia
- Super Bowl : 1

Green Bay Packers: XXXI
- National Football Conference Championship: 2

Green Bay Packers: 1996, 1997

### Individuale
- PFWA All-Rookie Team - 1996

## Statistiche
| Partite             | 24 |
| Partite da titolare | 14 |